# Convento de la Asunción de Calatrava
El convento de la Asunción de Calatrava es un convento de la localidad española de Almagro, en la provincia de Ciudad Real.

## Descripción

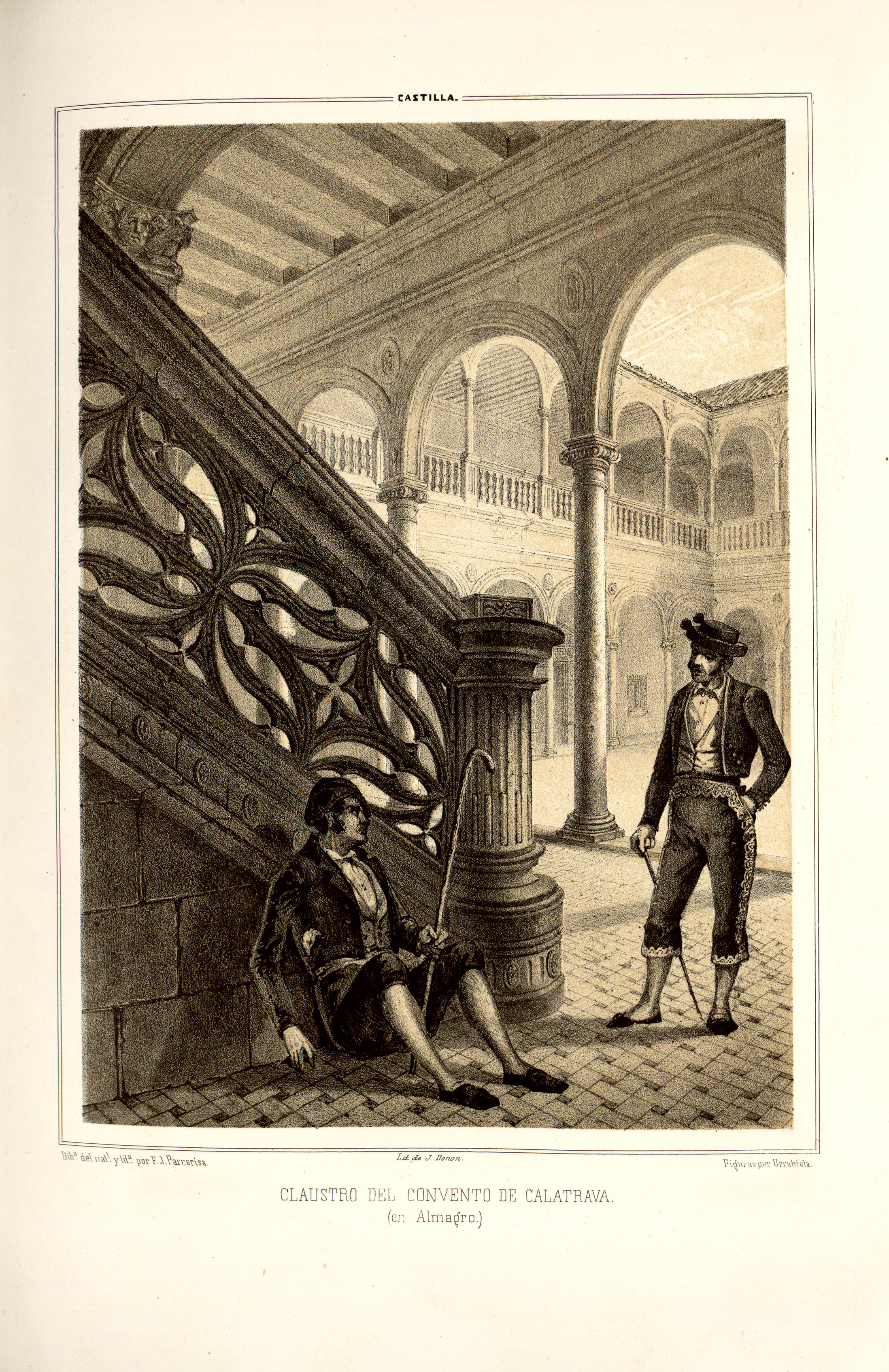
Claustro del convento de Calatrava en Recuerdos y bellezas de España (1853). Dibujo y litografía de Parcerisa, figuras de Urrabieta.

El convento, cuya construcción se remonta al siglo XVI, se ubica en la localidad ciudadrealeña de Almagro, en la comunidad autónoma de Castilla-La Mancha.
El edificio fue declarado monumento histórico-artístico perteneciente al Tesoro Artístico Nacional el 3 de junio de 1931, durante la Segunda República, mediante un decreto publicado el día 4 de ese mismo mes en la Gaceta de Madrid, con la rúbrica del presidente del Gobierno provisional de la República Niceto Alcalá-Zamora y el ministro de Educación Pública y Bellas Artes Marcelino Domingo y Sanjuán.